# 武蔵野ゴルフクラブ
武蔵野ゴルフクラブ（むさしのゴルフクラブ）は、 東京都八王子市宮下町にあるゴルフ場である。

## 概要
戦後、第一次ゴルフ場建設ブームは、東京の多摩丘陵地域でも同様だった、1958年（昭和33年）からの7年間に11コースの新たなゴルフ場が誕生した。1957年（昭和32年）2月頃、東京都八王子市宮下町と戸吹町に跨り広がる山林20万坪に目を付け、ゴルフ場建設へと買収に動いた者がいた、平和相互銀行を創業した小宮山常吉である。小宮山は、元参議院議員だったが「政治よりももっと大衆の傍にある事業を」と手を付けたのがゴルフ場造りだった。
1959年（昭和34年）6月20日、コース設計を丸毛信勝に依頼し、コースの造成工事が着工された。ゴルフ場用地は、山林の地形は起伏よりも小さな谷の方が多く、大型ブルドーザーを使い土量を100万立方メートルほど動かした。1960年（昭和35年）11月23日、造成工事は完了し、18ホールのゴルフ場が開場された。造成工事はてこずった、土質が関東ローム層に石ころが混じる層で、芝付が芳しくなく苦労した。開場式で丸毛は長靴を履いていたという、雨が降れば忽ち田圃になると悪評がたった。
小宮山は、金融事情視察のため欧米に出かけた際、ゴルフ場を熱心に視察し、帰国後の1962年（昭和37年）1月、コース設計家の富澤誠造に依頼して、コースの大改造に取り掛かった。同年5月から3カ月間18ホールをクローズし着工した、総工事費1億5千万円と平坦なコースなら18ホールは造れる費用だった。1962年（昭和37年）10月15日、コース改造工事は完成し、再開場された。
小宮山が興したゴルフ場の専業企業「総武都市開発株式会社」は、武蔵野ゴルフクラブを契機に「中山カントリークラブ」（1961年（昭和36年）開場、設計・丸毛信勝）、「川越カントリークラブ」（1963年（昭和38年）開場、設計・中村寅吉、発知朗、大竹敏郎）、「総武カントリークラブ」（1987年（昭和32年）開場、設計・富沢誠造）、そして「環太平洋に100コース」を唱えて株式会社太平洋クラブへと発展していった。2007年（平成19年）4月、民事再生法を申請し、総武都市開発グループは解体され、残り3社と共に独立行政法人となった。

## 所在地
〒192-0005 東京都八王子市宮下町656番地  

## コース情報
- 開場日 - 1960年11月23日
- 設計者 - 丸毛 信勝、富沢 誠造（改造設計）
- 面積 - 590,000m2（約17.8万坪）
- コースタイプ - 丘陵コース
- コース - 18ホールズ、パー72、6,475ヤード、コースレート、コーライ70.2、ベント69.8
- フェアウェー - コウライ
- ラフ - ノシバ
- グリーン - 2グリーン、コウライ、ベント
- ハザード - バンカー108、池が絡むホール2
- ラウンドスタイル - キャディ・セルフ選択可、キャディ付とセルフの併用、月曜・金曜はセルフ営業日
- 練習場 - 12打席200ヤード
- 休場日 - 毎週金曜日、12月31日、1月1日[2][3]

## クラブ情報
- ハウス面積 - 2,234m2（675.7坪）
- ハウス設計 - 株式会社 熊谷組
- ハウス施工 - 株式会社 熊谷組[2][3]

## ギャラリー
- コース - 「武蔵野ゴルフクラブ」、コースガイド、2021年5月17日閲覧
- ハウス - 「武蔵野ゴルフクラブ」、施設案内、2021年5月17日閲覧

## 交通アクセス
鉄道（JR東日本）
- 中央本線・青梅線・南武線 - 立川駅より タクシー利用約40分
- 中央本線・横浜線・八高線 - 八王子駅より タクシー利用約30分[4]

道路
- 中央自動車道 - 八王子ICより 5Km[4]

## 関連文献
- 『ゴルフ場ガイド 東版』、2006-2007、「武蔵野ゴルフクラブ」、東京 ゴルフダイジェスト社、2006年5月、2021年5月17日閲覧
- 『美しい日本のゴルフコース BEAUTIFUL GOLF CULTURE IN JAPAN 日本のゴルフ110年記念 ゴルフは日本の新しい伝統文化である』、ゴルフダイジェスト社「美しい日本のゴルフコース」編纂委員会編、「土地買収から１年半で完成、よりよいコースを目指し開場後に新設計で大改造」、東京 ゴルフダイジェスト社、2013年12月、2021年5月17日閲覧